# Express (TTV)
Express – polski program informacyjny telewizji TTV emitowany od 2 stycznia 2012.

## Prezenterzy

### Główne wydanie

#### Obecni
- Jakub Porada (od 2012)
- Małgorzata Prokopiuk–Kępka (od 2012)
- Patrycja Stockinger (od 2018)

#### Dawniej
- Joanna Kryńska (2013)[1]
- Krzysztof Lipski (2017–2019)
- Aleksandra Janiec (2020–2021)
- Ryszard Cebula (2016–2017)
- Joanna Dunikowska–Paź (2019–2020)

### Pogoda

#### Obecnie
- Tomasz Zubilewicz (od 2012)
- Omenaa Mensah (od 2012)
- Dorota Gardias (od 2012)
- Tomasz Wasilewski (od 2012)
- Maja Popielarska (od 2012)
- Anna Dec (od 2015)
- Magda Adamowicz (od 2022)

#### Dawniej
- Agnieszka Cegielska (2012–2024)

- Maciej Dolega (2013–2021)

### Sport

#### Obecnie
- Justyna Kostyra

- Paweł Kuwik
- Marcelina Rutkowska-Konikiewicz
- Piotr Salak
- Sebastian Szczęsny
- Piotr Karpiński

#### Dawniej
- Kuba Ostrowski[2]
- Jolanta Zasępa[2]

## Emisja
Express przez pierwsze kilka lat emitowany był codziennie o 6.00 (powtórka), 15.45, 17.45, 19.45 i w tygodniu o 21.45. Od stycznia 2016 także w weekendy o 9.45.
11 lutego 2019 wprowadzono zmiany w częstotliwości nadawania audycji. Od tej pory nowe wydania ukazują się:
- od poniedziałku do piątku o: 6.45, 8.45, 10.45, 15.45, 17.45, 19.45 i 21.45;
- w weekendy o: 8.45, 10.45, 15.45, 17.45 i 19.45.

W styczniu 2020 zlikwidowano wydania poranne (6:45, 8:45, 10:45) w dni robocze, a wydania weekendowe (8:45, 10:45), zastąpiono jednym – o 9:45. Codziennie o 6:00 emitowana jest powtórka programu z dnia poprzedniego z godziny 21:45, jednak bez prognozy pogody.
25 września 2020 zadebiutował serwis sportowy emitowany tuż po Expressie i Pogodzie. W pierwszej odsłonie Sport był emitowany w piątki o 22:00, a następnie także w niedziele o 20:00. Jego emisję zakończono w 2021. W lipcu 2023 stacja przywróciła emisję serwisu, tym razem w dni powszednie o 18:00. Serwis przygotowywany jest przez redakcję Eurosportu.
Ponadto każdego roku, 31 grudnia ok. godziny 21:00, emitowane jest specjalne wydanie podsumowujące mijający rok, czyli „Express. Podsumowanie” (dawniej „Express Extra”). Jest to jedyna emisja programu, która nie jest nadawana na żywo.